# Andrew Johnson
Andrew Johnson (Raleigh, Carolina del Nord, (EUA) 29 de desembre de 1808 - Elizabethton, Tennessee (EUA) 31 de juliol de 1875) fou el dissetè president dels Estats Units, succeint el difunt Abraham Lincoln.
Johnson era del Sud dels Estats Units i del Partit Demòcrata mantenint-se al costat de la Unió durant la Guerra Civil dels Estats Units i això el va ajudar a assegurar un lloc al costat del president republicà Abraham Lincoln el 1864, quan Lincoln va acostar-se als demòcrates que havien estat lleials a la Unió.

## Presidència
Va facilitar que els estats del Sud reingressessin a la Unió i va perdonar el vicepresident de la Confederació, ajudant a cosir la nació, però va fer poc per abordar la difícil situació dels afroamericans del sud. Va ser un racista que es va oposar a la Proclamació d'Emancipació i va bloquejar els esforços per ajudar els negres del Sud a trobar la seva post-esclavitud. Destacà per l'expansionisme, fent efectiva la comprar Alaska que va negociar William H. Seward i va intentar sense èxit evitar la Intervenció francesa a Mèxic per incrementar la influència al centre del continent.

## Impeachment a Andrew Johnson
La reclamació d'Andrew Johnson es va iniciar el 24 de febrer de 1868, quan la Cambra de Representants dels Estats Units per violació de la Llei sobre la tinença de càrrecs. Havia retirat del càrrec Edwin M. Stanton, el secretari de guerra i va intentar substituir-lo pel general Lorenzo Thomas. Johnson es va convertir en el primer president nord-americà en ser sotmès a un judici de destitució (impeachment) del 2 al 3 de març de 1868, quan la Cambra el va remetre al Senat dels Estats Units per a la seva adjudicació. El judici al senat va començar tres dies després, amb el jutge cap de ministre Salmon P. Chase. El 16 de maig, el Senat no va condemnar Johnson per un dels articles, amb el vot de 35 a 19 a favor de la condemna, per sota dels dos terços necessaris en votació. Es va cridar un recés de 10 dies abans d'intentar condemnar-lo per articles addicionals però no va canviar el resultat el 26 de maig quan el Senat no va condemnar el president en dos articles, tots dos pel mateix marge.